# Разан Зейтуне
Разан Зейтуне (араб. رزان زيتونة, нар. 29 квітня 1977, Сирія) — сирійська юристка, правозахисниця і дисидентка. Стала відомою своєю правозахисною діяльністю під час Арабської весни та критикою дій як урядових військ, так і опозиції в ході громадянської війни в Сирії, за що 2011 року отримала премію Сахарова за свободу думки разом з іншими чотирма активістами з арабських країн. Була викрадена разом з чоловіком та ще двома активістами у грудні 2013 року й з того часу її доля лишається невідомою.